# 라이언 쉐인
라이언 쉐인(Ryann Shane, 1993년 7월 5일 ~ )은 미국의 영화배우, 텔레비전 배우이다.

## 방송
- 밴쉬 시즌3
- 밴쉬 시즌2
- 밴쉬 시즌1
- 라이트 아웃

## 영화
- 밴쉬 4 : 범죄와의 전쟁 (2016년)
- 밴쉬 시즌3 (2015년)
- 밴쉬 시즌2 (2014년)
- 프란시스 하 (2012년) - 우는 여자 역
- 라이츠 아웃 (2011년) - 다니엘라 리어리 역
- 아멜리에: 하늘을 사랑한 여인 (2009년)
- 나의 특별한 사랑 이야기 (2007년)